# Inzlinger Wasserschloss
Das Inzlinger Wasserschloss, seltener Schloss Reichenstein, liegt am Ostrand der Gemeinde Inzlingen im baden-württembergischen Landkreis Lörrach. Die Gemeinde ist nahezu zur Hälfte von den beiden Landgemeinden des Kantons Basel-Stadt, Riehen und Bettingen umschlossen und die unmittelbare Nähe zur Schweiz war auch prägend für die Geschichte des Wasserschlosses. Das Wasserschloss gilt als Wahrzeichen der Gemeinde und des Landkreises Lörrach.

## Geschichte
Urkundlich zum ersten Mal erwähnt wurde das Wasserschloss im Jahr 1511 als Besitz des Dr. med. Peter Wölfflin. Neuerdings wird eine Erstnennung auf das Jahr 1470 datiert, da bei einer Stiftung des Heinrich Reich von Reichenstein ein „Schloss oder Wasserhaus“ erwähnt wird. Während bisher ein Baujahr um 1500 vermutet wurde, wird nun ein erster Bau bereits um 1400 angenommen. In den frühen Zeiten wird nur ein festes winkelförmiges Haus mit zugehörigen Wirtschaftsgebäuden vermutet. Auch der Wassergraben dürfte erst im 16. Jahrhundert angelegt worden sein und hat wohl nie militärischen Zwecken gedient, da er gegen die damals bereits verfügbaren Kanonen keinen Schutz bot. Es handelte sich wohl um eine Modeerscheinung, die aus den Niederlanden übernommen wurde. Im Raum Basel finden sich mehrere solche Wasserschlösser: Schloss Bottmingen, Schloss Entenstein, Burg Friedlingen (abgegangen).
Die älteste bekannte Darstellung ist ein Kupferstich der von Daniel Meisner 1625 publiziert wurde. Der Kupferstich stammt vermutlich von Eberhard Kieser.
Wahrscheinlich entstand das Schloss in drei Bauabschnitten, deren erster von 1563 bis 1566 gewesen sein dürfte. Die barocke Gestalt erhielt es zwischen 1674 und 1745, die barocke Innenausstattung wurde vermutlich im 18. Jahrhundert ausgeführt. Um 1750 erfolgte eine aufwändige Umgestaltung mit Rokokostuck, Kniegetäfel, Füllungstüren, Supraporten, Kachelofen und eingelegten Fußböden, die bis heute erhalten geblieben sind. Im Rittersaal finden sich in den Ecken der Stuckdecke Abbildungen der vier Schlösser der Reich von Reichenstein (Inzlingen, Reichenstein, Landskron, Brombach). Vor dem Schloss befindet sich im Park eine Statue des heiligen Nepomuk von Johann Ladner im Jahr 1731.
Das Schloss gehörte jahrhundertelang der Familie Reich von Reichenstein. Der Basler Bürgermeister Heinrich Reich von Reichenstein († 1403) erhielt 1394 die Hohe Gerichtsbarkeit über Inzlingen als Lehen von Markgraf Rudolf III. von Hachberg-Sausenberg übertragen.
1819/1820 verkauften die Reich von Reichenstein das Schloss für 19.000 Gulden. Es diente zunächst als Fabrikgebäude (Seidenbandweberei) und danach etwa 100 Jahre als landwirtschaftliches Anwesen im Besitz einer Familie aus dem Schwarzbubenland im Kanton Solothurn.
1936 wurde die barocke Außenbemalung restauriert und 1940/1941 der Dachstuhl und die Stuckdecken.
Die Gemeinde Inzlingen erwarb das Schloss 1969 und ließ es bis 1978 so umbauen, dass es als Rathaus dienen kann. Außerdem befindet sich ein Restaurant gehobener Klasse im Gebäude, das für Tagungen, Konferenzen und Festveranstaltungen genutzt werden kann.

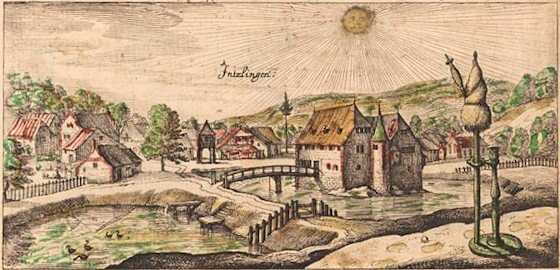
Kupferstich von 1625
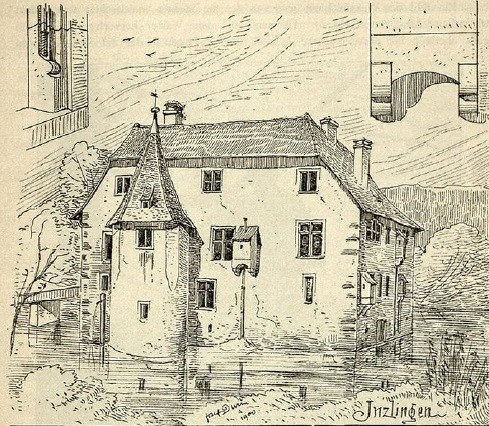
Zeichnung von 1901
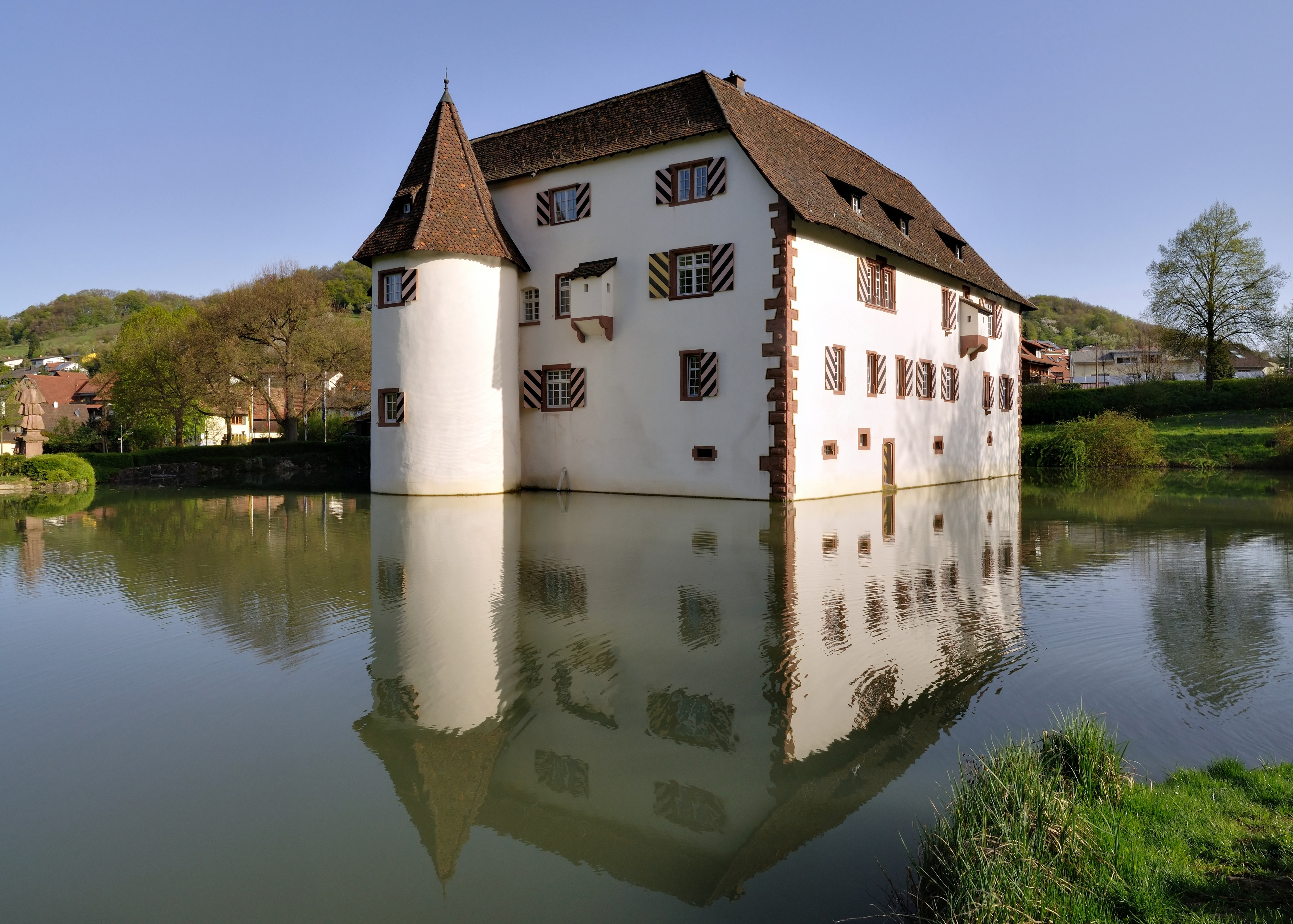
Fotografie 2011
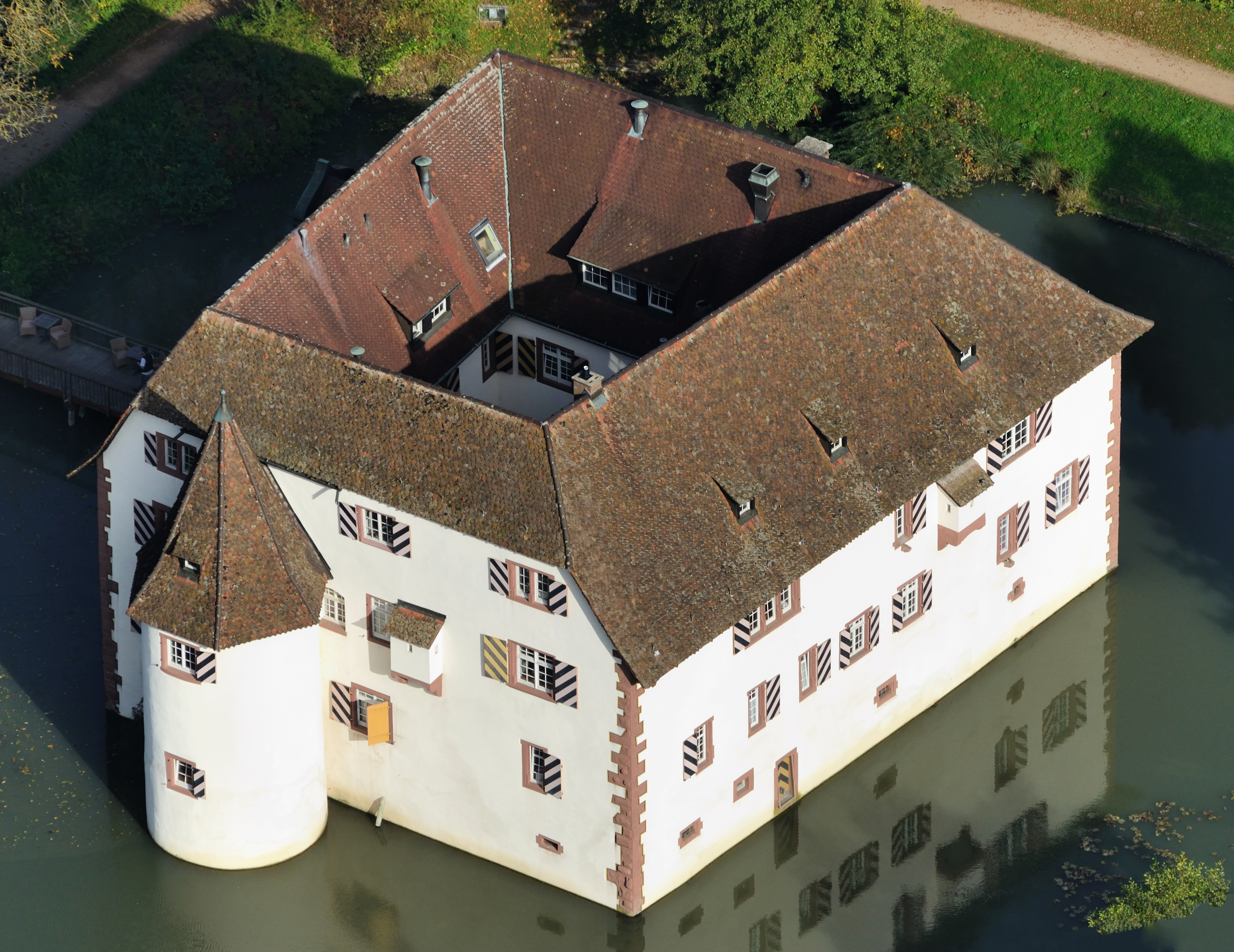
Luftbild 2012

## Lage

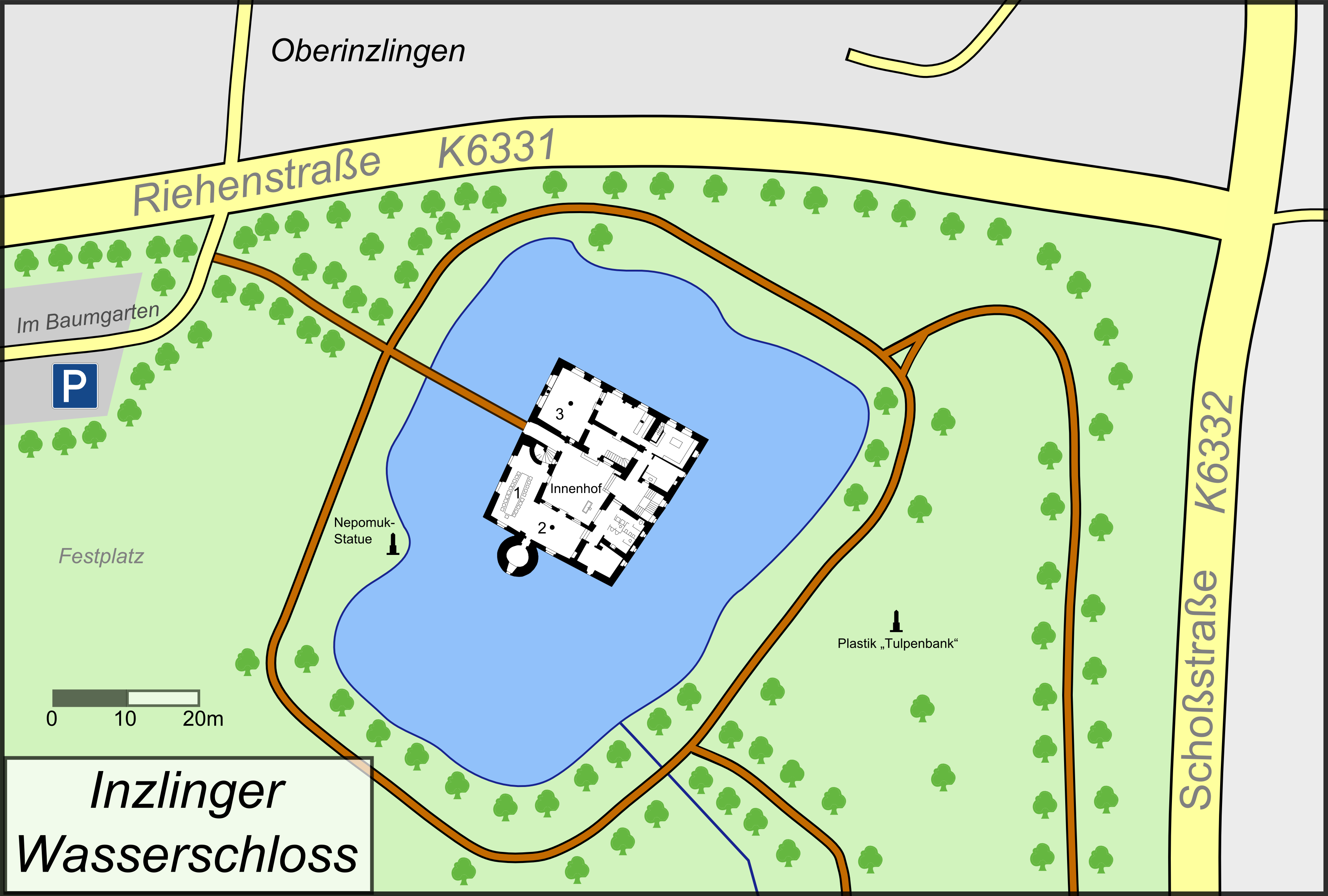
Umgebungs- und Grundrisskarte des Erdgeschosses

Das Inzlinger Wasserschloss befindet sich im südöstlichen Besiedlungsbereich der Gemeinde Inzlingen auf rund 360 m.ü.NN. Das Schlossgrundstück liegt südlich des Einmündungsbereichs der Riehen- und der nach dem Objekt benannten Schlossstraße, die beide den Rang einer Kreisstraße haben.
Westlich des Schlosses schließt sich ein Parkplatz an. Der Wassergraben, der das Wasserschloss vollständig umschließt wird von einem kleinen Bach gespeist, der im südöstlichen Teil in den Graben mündet. Ein Spazier-Rundweg führt einmal vollständig um die Anlage. Der Weg vom Parkplatz kreuzt den Rundweg im Westen und führt über einen Holzsteg in den Eingangsbereich des Schlosses in den Innenhof. Ein weiterer Weg (Lohweg) vom südlich gelegenen bewaldeten Hang des Rührbergs führt über einen sanften Hügel vorbei an einem Minigolfplatz talwärts zur Schlossanlage, der sich einige Meter davor gabelt, und an zwei Stellen im Osten in den Rundweg mündet. Östlich des Schlosses befindet sich die Plastik „Tulpenbank am Wasserschloss“ von dem Künstler Max Meinrad Geiger.
Besonders von der südlich erhöhten Hanglange zur Gemeinde hin fällt das Schloss und sein ihn umgebender Park auf und setzt sich vom restlichen Besiedlungsgebiet auf den anderen Straßenseiten des Ortes deutlich ab.

## Rezeption
Das Wasserschloss wurde auf einer 50-Pfennig-Briefmarke der Dauermarkenserie Burgen und Schlösser der Deutschen Bundespost von 1980 (Michel-Nr. 1038) sowie im selben Jahr auch von der Deutschen Bundespost Berlin (Michel-Nr. 615) abgebildet.